# Diogo Gil Moniz
Diogo Gil Moniz (? - antes de Maio de 1514) foi um cavaleiro da casa do Infante D. Henrique e reposteiro-mor do Infante D. Fernando.
Era filho de Gil Aires, cavaleiro do tempo de D. João I, escrivão da puridade do Condestável D. Nuno Álvares Pereira, e de sua mulher Leonor Rodrigues,
Supõe-se que tenha participado da batalha de Alfarrobeira, pois recebeu os bens pertencentes a João de Azambuja e Pero de Azambuja, moradores em Montemor-o-Velho, partidários do Infante D. Pedro.
Em 1452 desempenhava as funções de reposteiro-mor do Infante D. Fernando.
A 17 de Maio de 1458, na qualidade de tutor de Bartolomeu Berestrelo II, seu sobrinho menor de idade, filho da sua irmã Isabel Moniz, sendo já falecido Bartolomeu Perestrelo, primeiro capitão do donatário do Porto Santo, vende, juntamente com a dita sua irmã e em nome do dito seu sobrinho a Capitania do Porto Santo a Pedro Correia, fidalgo da casa do Infante D. Henrique, a troco de uma tença anual de dez mil reais brancos, que revertem a favor da criança.
Segundo Braamcamp Freire já tinha morrido em Maio de 1514.
Casou com D. Leonor da Silva, filha de Rui Gomes da Silva, senhor dos morgados da Chamusca e Ulme, e de Branca de Almeida, filha esta de Diogo Fernandes de Almeida, vedor da fazenda de D. João I e alcaide-mor de Abrantes, com descendência.